# Katrina Scott
Katrina Scott (Woodland Hills, 11 juni 2004) is een tennisspeelster uit de Verenigde Staten van Amerika. Zij begon op zevenjarige leeftijd met het spelen van tennis. Haar favoriete ondergrond is gras. Zij speelt rechtshandig en heeft een tweehandige backhand.

## Loopbaan
In 2019 won Scott samen met Robin Montgomery en Connie Ma de junior Fed Cup.
In september 2020 speelde zij haar grandslamdebuut op het US Open, waarvoor zij een wildcard had gekregen. Zij bereikte de tweede ronde.
In 2022 won Scott haar eerste ITF-titel, in Daytona Beach (VS). Twee maanden later volgde de tweede, in Columbus (Ohio). Na de derde ITF-titel, in Dallas (Texas), gevolgd door een halvefinaleplaats op het WTA-toernooi van Concord, kwam zij in augustus binnen op de top 200. Na het bereiken van de finale op het ITF-toernooi van Rancho Santa Fe (VS) in oktober steeg zij verder naar de top 150 van de wereldranglijst.

## Posities op deWTA-ranglijst
Positie per einde seizoen:
| jaar | rang enkelspel | rang dubbelspel |
| ---- | -------------- | --------------- |
| 2019 | 762            | 1110            |
| 2020 | 445            | 1141            |
| 2021 | 385            | 913             |

## Resultaten grandslamtoernooien
| Legenda | Legenda                          |
| ------- | -------------------------------- |
| g.t.    | geen toernooi gehouden           |
| l.c.    | lagere categorie                 |
| –       | niet deelgenomen                 |
| G       | uitgeschakeld in de groepsfase   |
| 1R      | uitgeschakeld in de eerste ronde |
| 2R      | uitgeschakeld in de tweede ronde |
| 3R      | uitgeschakeld in de derde ronde  |
| 4R      | uitgeschakeld in de vierde ronde |
| KF      | uitgeschakeld in de kwartfinale  |
| HF      | uitgeschakeld in de halve finale |
| F       | de finale verloren               |
| W       | het toernooi gewonnen            |
| w-v     | winst/verlies-balans             |

### Enkelspel
| toernooi        | 2020 |
| --------------- | ---- |
| Australian Open | –    |
| Roland Garros   | –    |
| Wimbledon       | g.t. |
| US Open         | 2R   |

### Vrouwendubbelspel
| toernooi        | 2022 |
| --------------- | ---- |
| Australian Open | –    |
| Roland Garros   | –    |
| Wimbledon       | –    |
| US Open         | 1R   |